# Lũ ống
Lũ ống là hiện tượng thiên nhiên xảy ra trong mùa mưa và chỉ có ở miền núi.

## Hình thành và miêu tả
Do địa hình trên bề mặt trái đất không bằng phẳng, ở miền núi có nhiều dãy đồi núi đan xen và kéo dài; giữa chúng là các thung lũng gắn liền với các khe, suối, sông nhỏ. Tại những vị trí khe suối, sông nhỏ chảy qua 2 bên sườn đồi núi thung lũng bị khép lại làm cho đường tiêu thoát nước bị hẹp dần và co thắt ở 1 điểm, đó là nơi thường sinh ra lũ ống. Khi mưa ở thượng nguồn lớn, nước đổ về nhiều; điểm co thắt không tiêu nước kịp làm cho nước dâng nhanh ở phía trên và tạo dòng chảy xiết ở phía dưới eo co thắt sẽ sinh ra lũ ống.

## Tác động
Lũ ống gây nguy hại cả cho phía trên và phía dưới eo co thắt. Phía trên bị nước ngập và dâng lên nhanh. Phía dưới nước chảy xiết và sức tàn phá rất lớn. Lũ ống gây ngập lụt vùng thung lũng, đặc biệt có sức tàn phá rất lớn khu vực phía dưới cửa ra, quét mọi thứ gặp phải trên đường đi.